# عبد الحسين الحويزي
عبد الحسين بن عمران بن حسين الحويزي (1870 - 28 يوليو 1957) شاعر عراقي. ولد في النجف ونشأ بها. درس العربية والعلوم الإسلامية وغيرها على علمائها. تنقل بين عدة مدن، وعمل بزّازًا وخياطًا إلا أن سرقت محله فلم يبق له شيء، ومات فقيرًا في كربلاء. ترك ستة عشر ديوانًا ضمت أكثر من 1280 بيت.

## سيرته
هو عبد الحسين بن عمران بن حسين بن يوسف بن أحمد بن درويش بن نصار آل قمر الليثي الحويزي. ولد سنة 1287 هـ في النجف ولاية بغداد العثمانية ونشأ فيها. كان يعمل بزّازًا مع أبيه. قرأ شيئًا من مقدمات العلوم والأدب، فأخذ عن إبراهيم الطباطبائي، ومحمد هادي الطهراني، ومحمد الصحاف العاملي، وعباس المشهدي، وعباس علي كاشف الغطاء. وبعد وفاة أبيه رجع إلى مهنته الأصلية فعمل بزّازًا حتى صار من التجار الكبار، ولكن لنشوب أحداث بين النجفيين من فصيلتي الشمرت والزكرت معًا ضد جنود العثمانيين التي سبب النهب سُرق محله في حدود سنة 1911. ثم نزح على إثر خصومة اجتماعية مع بعض نسائه إلى شفاثا، ثم سكن كربلاء منذ 1916. وقف عبد الحسين الحويزي إلى جانب محمد كاظم الخراساني في مسألة المشروطة والمستبدة، وقد دافع عنه ضد منتقديه.

عاش سنين حياته الأخيرة يعاني الفقر، حتى توفي يوم 1 محرم 1377/ 28 يوليو (تموز) 1957 في كربلاء ولم يخلف شيئًا ولم يرزق عقبًا. نقل جثمانه إلى‌ النجف ودفن في العتبة العلوية بالصحن الحيدري بالحجرة ذات الرقم (52).

## أدبه
مدح ورثى وهجا كثيرًا من زعماء وقته، ومنهم حكام عصره، كالسلطان عبد الحميد الذي مدحه ثم لما لم يعطه شيئًا على مدحه هجاه. كان له حضور قوي في الأندية الأدبية في العراق، وقد كانت له مجالس عامرة في النجف وكربلاء، وربما كان يرتجل الشعر في كثير من المناسبات.
 قال عن شاعريته كامل سلمان الجبوري « سلك في شعره مسلك الشعراء القدامى  وهو بهذا يعتبر من الشعراء المقلدين في الشكل والمحتوى، والعناية بأغراضهم وترسم أساليبهم والذهاب بالشعر مذهبهم.» وجاء في معجم البابطين عنه «يدل التنوع الموضوعي لقصائده على غزارة ما خلف من شعر، وعلى استجابة موهبته (الارتجالية) للقول، مع طول النفس، أما مستوى العبارة فإنه يعلو ويهبط حسب اعتبارات مختلفة، غزله الرمزي التقليدي - بخاصة - لا يخلو من معان طريفة، وصور مبتكرة، وله شعر سياسي ناضج واجتماعي إيجابي أقرب إلى التمرد.»  ومن شعره «فلسطين»:

## وصلات خارجية
- في «شارخ»